# Šarkan
Šarkan (ungarisch Sárkányfalva – bis 1907 Sárkány) ist eine Gemeinde im Westen der Slowakei mit 369 Einwohnern (Stand 31. Dezember 2024), die zum Okres Nové Zámky, einem Kreis des Nitriansky kraj, gehört.

## Geographie
Die Gemeinde befindet sich im südlichen Teil des Hügellands Hronská pahorkatina innerhalb des slowakischen Donautieflands, genauer in der Untereinheit Belianske kopce, und südlich des Flüsschens Paríž im Einzugsgebiet des Hron. Das Ortszentrum liegt auf einer Höhe von 142 m n.m. und ist 17 Kilometer von Štúrovo sowie 37 Kilometer von Nové Zámky entfernt.
Zur Gemeinde gehört auch der 1976 eingemeindete Ort Diva (ungarisch Gyiva).
Nachbargemeinden sind Svodín im Norden, Bruty im Nordosten, Ľubá im Osten, Belá im Südosten, Mužla im Süden und Gbelce im Westen.

## Geschichte

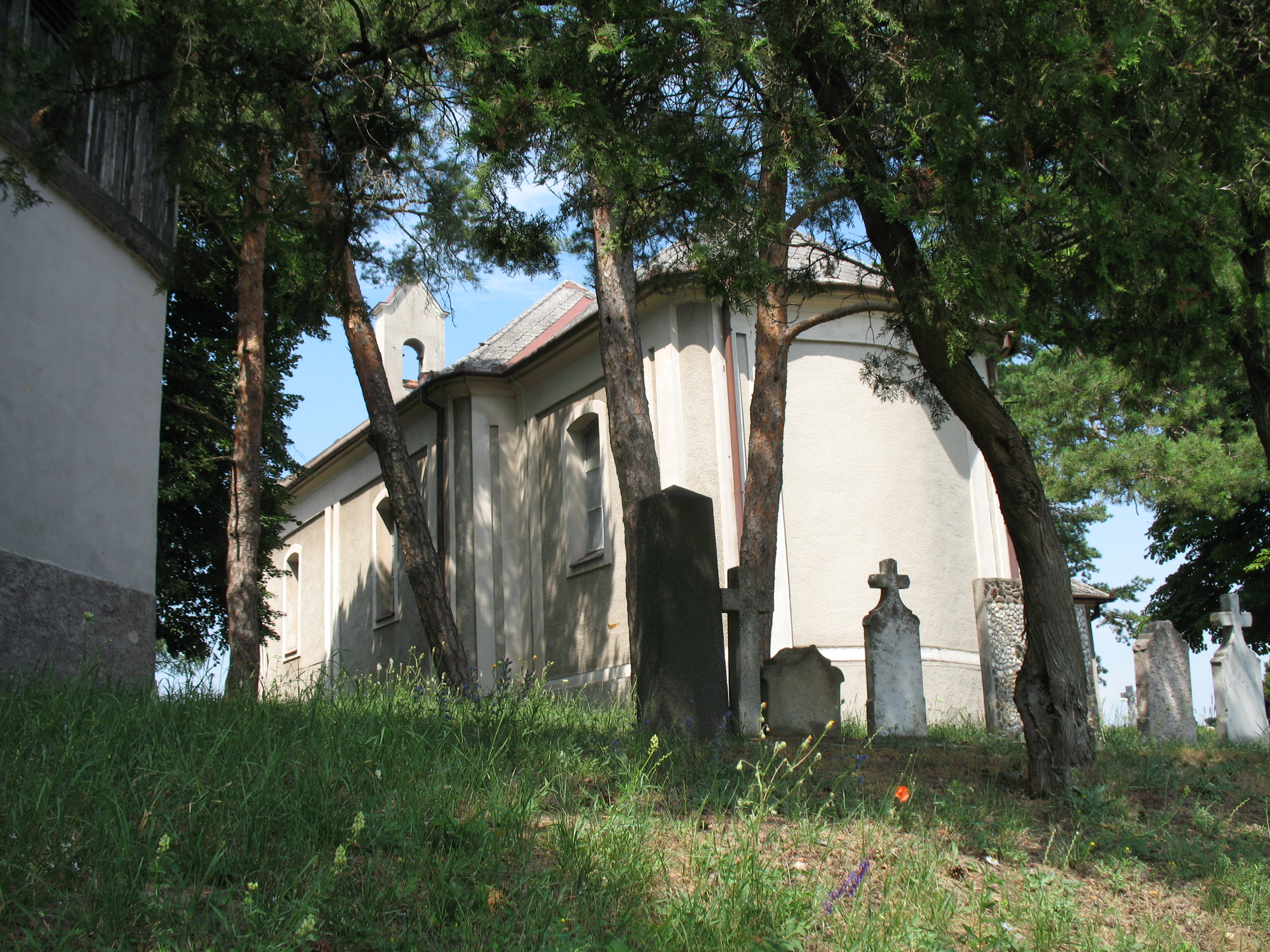
Kirche in Šarkan

Šarkan wurde zum ersten Mal 1247 als Sarkan schriftlich erwähnt und war damals Besitz eines gewissen Becsend aus dem Geschlecht Hont-Pázmány, später der Familien Pilis und Vécsey, im 16. Jahrhundert Kapy und anderen, im 17. Jahrhundert Pálffy, Csery und Keglevich. Nach 1700 gehörten die Ortsgüter den Familien Gyulay (im 18. Jahrhundert), Koller, Bertók und Baldóczi (im 19. Jahrhundert) und Boronkay im 20. Jahrhundert. Im 16. und 17. Jahrhundert wurde der Ort mehrmals durch türkische Angriffe zerstört. 1593 gab es zwei, 1647 vier Porta, 1715 gab es Weingärten und 23 Haushalte, 1787 hatte die Ortschaft 49 Häuser und 249 Einwohner. 1828 zählte man 31 Häuser und 256 Einwohner, die als Landwirte und Winzer beschäftigt waren.
Bis 1918/1919 gehörte der im Komitat Gran liegende Ort zum Königreich Ungarn und kam danach zur Tschechoslowakei beziehungsweise heute Slowakei. In der ersten tschechoslowakischen Republik arbeiteten die Einwohner im örtlichen Großgut. Auf Grund des Ersten Wiener Schiedsspruchs lag er 1938–1945 noch einmal in Ungarn.

## Bevölkerung
| Jahr                | 1994 | 2004     | 2014     | 2024    |
| ------------------- | ---- | -------- | -------- | ------- |
| Anzahl der Personen | 393  | 343      | 386      | 369     |
| Unterschied         |      | −12,72 % | +12,53 % | −4,40 % |

| Jahr                | 2023 | 2024    |
| ------------------- | ---- | ------- |
| Anzahl der Personen | 358  | 369     |
| Unterschied         |      | +3,07 % |

Nach der Volkszählung 2011 wohnten in Šarkan 366 Einwohner, davon 264 Magyaren und 58 Slowaken. 44 Einwohner machten keine Angabe zur Ethnie.
275 Einwohner bekannten sich zur römisch-katholischen Kirche, 10 Einwohner zur griechisch-katholischen Kirche, sechs Einwohner zu den Zeugen Jehovas sowie jeweils ein Einwohner zur griechisch-katholischen Kirche und zur orthodoxen Kirche. 19 Einwohner waren konfessionslos und bei 54 Einwohnern wurde die Konfession nicht ermittelt.

## Bauwerke und Denkmäler
- römisch-katholische Kirche Jungfrau Maria im klassizistischen Stil aus dem Jahr 1810
- Glockenturm im Ortsteil Diva
- Pietà im Friedhof aus der zweiten Hälfte des 18. Jahrhunderts
- altes Herrenhaus im klassizistischen Stil aus dem Jahr 1827, das nach jahrelangem Zustand als Ruine 2014 als Hotel wiederaufgebaut wurde, allerdings vergrößert und nur mit Teilen der historischen Bausubstanz.[6]